# Etan Thomas
Pour les articles homonymes, voir Thomas.
Etan Thomas, né le 1er avril 1978 à Harlem (New York), aux États-Unis, est un joueur américain de basket-ball. Il évolue aux postes d'ailier fort et de pivot.

## Carrière
À sa sortie de l'université de Syracuse, il est sélectionné par les Dallas Mavericks lors de la draft 2000 au 12e rang. Cependant, il ne joue pas un seul match avec les Mavs et est transféré aux Washington Wizards en 2001 où il reste jusqu'en 2009.
Le 23 juin 2009, il est transféré avec Oleksiy Petcherov, Darius Songaila et un premier tour de draft aux Minnesota Timberwolves contre Randy Foye and Mike Miller.
Le 27 juillet 2009, il est transféré au Thunder d'Oklahoma City avec un second tour de draft 2010 contre Chucky Atkins et Damien Wilkins.
Le 2 septembre 2010, les Atlanta Hawks recrutent Thomas.
Lors du camp d'entraînement des Wizards 2007, un examen de contrôle révèle un problème à une Valve cardiaque. Il est opéré à cœur ouvert le 11 octobre 2007. Il revient au jeu le 29 octobre 2008, une année après son opération. Lors de ce premier match, il inscrit 10 points et prend huit rebonds.
En 2005, Thomas publie un livre de poésie intitulé « More Than an Athlete: Poems by Etan Thomas ».

## Vie personnelle
Fidèle baptiste, il est membre de la First Baptist Church of Glenarden et est engagé dans l’animation de forum auprès des jeunes .
Etan Thomas est un militant pacifiste : en septembre 2005, Thomas est l'une des célébrités à être intervenu à la tribune lors d'un meeting contre la guerre à Washington D.C.. Il intervient également lors d'un autre meeting le 15 septembre 2007 à Washington D.C. Il publie par ailleurs régulièrement sur son blog du Huffington Post.
Thomas apporte son soutien à Barack Obama lors de la campagne présidentielle de 2008.
En janvier 2010, Thomas fait un don de 30 000 dollars à Haïti à la suite du séisme.